# Murray Golden
Murray Golden (New York, 24 oktober 1912 – 5 augustus 1991) was een Amerikaanse televisieregisseur.

## Filmografie
- Kraft Television Theatre (1956)
- Death Valley Days (1959-1964)
- M Squad (1959)
- The Detectives (1959)
- Wanted: Dead or Alive (1960-1961)
- The Rifleman (1960)
- Zane Grey Theater (1960)
- Rawhide (1962)
- Bonanza (1963-1964)
- 77 Sunset Strip (1963)
- Honey West (1965-1966)
- Burke's Law (1965-1966)
- The Big Valley (1965)
- The Wackiest Ship in the Army (1965)
- Iron Horse (1966-1967)
- 12 O'Clock High (1966)
- Jericho (1966)
- Batman (1966)
- The Time Tunnel (1966)
- The Green Hornet (1966)
- A Man Called Shenandoah (1966)
- Get Smart (1966)
- Mannix (1967-1971)
- Run for Your Life (1967)
- The Invaders (1967)
- Rango (1967)
- The Fugitive (1967)
- The Flying Nun (1968-1969)
- Mission: Impossible (1969-1971)
- Star Trek (1969)
- Medical Center (1970-1975)
- Hawaii Five-O (1970-1971)
- Love, American Style (1970)
- The Chicago Teddy Bears (1971)
- Bearcats! (1971)
- The New Perry Mason (1973)
- Sigmund and the Sea Monsters (1973)
- Insight (1973)
- Apple's Way (1974)
- Tabitha (1977)
- Trapper John, M.D. (1979-1980)
- CBS Children's Mystery Theatre (1980-1981)